# Tomás Fricher
Tomás Fricher, (n. 8 de octubre, Buenos Aires, Argentina, 1983) es un conductor de radio y televisión argentino.

## Biografía
Tomás Fricher nació el 8 de octubre de 1983 en la ciudad de Buenos Aires, Argentina. Entre sus trabajos televisivos se encuentran: Invierno Fox Sports, Destino Fox Sports, Noche Fun y Verano Fox Sports. Actualmente es el conductor del ciclo televisivo De Gira que se emite por Fox Sports, del programa radial Noche de Locura por FM Passion y movilero en Mar del Plata para MagazineTV en su programa Chimenteros 3.0.

## Teatro
| Año  | Obra                                      | Teatro           | Notas |
| ---- | ----------------------------------------- | ---------------- | ----- |
| 2015 | Solo dime, hasta que la muerte nos separe | Auditorio Losada | Actor |

## Radio
| Año           | Programa        | Emisora   | Notas      |
| ------------- | --------------- | --------- | ---------- |
| 2012          | ALOKADOS        | FM Pasión | Conducción |
| 2013-presente | Noche de locura | FM Pasión | Conducción |

## Televisión
| Año           | Programa            | Emisora           | Notas                |
| ------------- | ------------------- | ----------------- | -------------------- |
| 2010 - 2012   | Invierno Fox Sports | Fox Sports        | Cronista / Conductor |
| 2011 - 2012   | Destino Fox Sports  | Fox Sports        | Conductor            |
| 2011 - 2013   | Noche Fun           | Magazine / Telefe | Conductor            |
| 2012 - 2012   | Verano Fox Sports   | Fox Sports        | Cronista             |
| 2014-presente | De Gira             | Fox Sports        | Conductor            |
| 2016-presente | El Chimentero 3.0   | Magazine TV       | Movilero             |